# استان‌های زامبیا

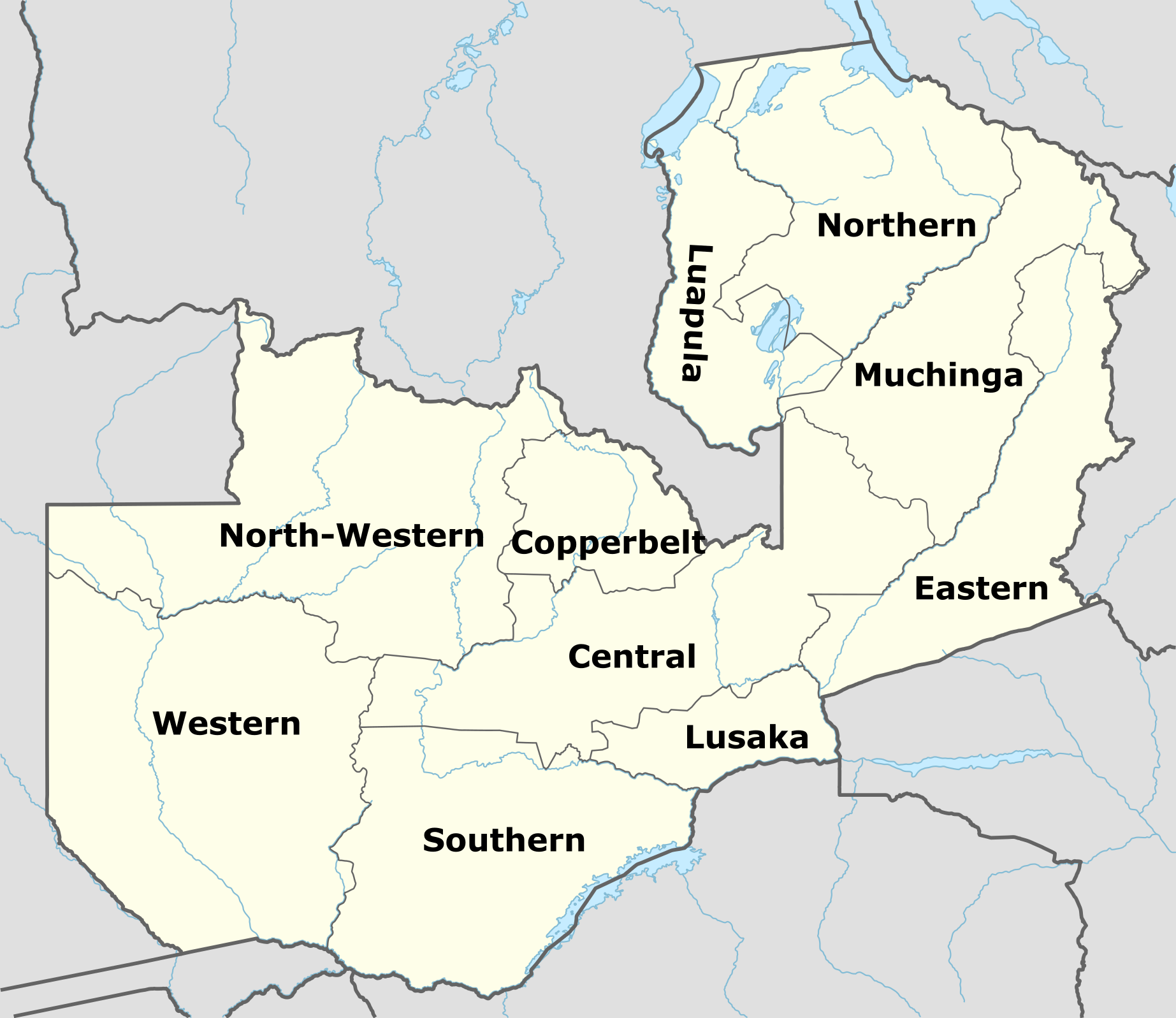

کشور زامبیا ۱۰ استان دارد:
| استان     | مرکز   | مساحت km2 | جمعیت (۲۰۰۰) | تراکم جمعیت |
| --------- | ------ | --------- | ------------ | ----------- |
| مرکزی     | اندولا | ۹۴٬۳۹۴    | ۱٬۲۶۷٬۸۰۳    | ۱۳٫۴        |
| کاپربلت   |        | ۳۱٬۳۲۸    | ۱٬۹۵۸٬۶۲۳    | ۶۲٫۵        |
| شرقی      |        | ۶۹٬۱۰۶    | ۱٬۷۰۷٬۷۳۱    | ۲۴٫۷        |
| لوآپولا   |        | ۵۰٬۵۶۷    | ۹۵۸٬۹۷۶      | ۱۹٫۰        |
| لوساکا    | لوساکا | ۲۱٬۸۹۶    | ۲٬۱۹۸٬۹۹۶    | ۱۰۰٫۴       |
| موچینگا   |        |           |              |             |
| شمالی     |        | ۱۴۷٬۸۲۶   | ۱٬۷۵۹٬۶۰۰    | ۱۱٫۹        |
| شمال غربی |        | ۱۲۵٬۸۲۶   | ۷۰۶٬۴۶۲      | ۵٫۶         |
| جنوبی     |        | ۸۵٬۲۸۳    | ۱٬۶۰۶٬۷۹۳    | ۱۸٫۸        |
| غربی      |        | ۱۲۶٬۳۸۶   | ۸۸۱٬۵۲۴      | ۷٫۰         |
| زامبیا    | لوساکا | ۷۵۲٬۶۱۲   | ۱۳٬۰۴۶٬۵۰۸   | ۱۷٫۳        |